# Libuše Švormová
Libuše Paterová, rozená Schwormová, známá jako Švormová (* 23. srpna 1935, Praha), je česká divadelní, filmová a dabingová herečka.

## Život
Vyrostla v rodině elektroinženýra jako druhá dcera. Od dětství se věnovala hře na klavír a zpěvu. V letech 1950–1954 vystudovala střední uměleckoprůmyslovou školu v Brně, obor grafika. Poté v roce 1959 absolvovala DAMU ve třídě Vlasty Fabiánové a nastoupila do divadla v Pardubicích. Zde ji objevil režisér Ota Ornest, ředitel Městských divadel pražských, který jí nabídl angažmá v Praze. Po tři desetiletí pak byla členkou hereckého souboru Městských divadel pražských (1962–1991) jako jedna z ženských hereckých hvězd souboru. Po předčasném odchodu do důchodu začala jezdit se zájezdovými představeními. Kromě toho se věnovala práci v rozhlase, filmovému dabingu a recitování poezie ve Viole a v Lyře pragensis. V roce 2005 byla za dabing oceněna Cenou Františka Filipovského.
Dále je Libuše Švormová stále obsazovanou filmovou herečkou, její filmografie čítá téměř stovku rolí , naposledy hrála v komedii Jak básnící čekají na zázrak (2016). V roce 2020 se objevila v seriálu Ordinace v růžové zahradě 2.
Po dvě desetiletí byla životní partnerkou spisovatele Jana Otčenáška, po jeho smrti se roku 1982 provdala za Jaroslava Pateru.
V letech 2012–2025 vystupovala pohostinsky v Divadle na Vinohradech, kde ztvárnila výrazné role paní Wilberforceové v Bytné na zabití nebo paní Higginsové v Pygmalionu. Mezi další působiště patřilo například divadlo Gong, účinkovala i na zájezdech. V roce 2021 obdržela Cenu Thálie za celoživotní mistrovství v oboru činohra.

## Divadelní role (výběr)
- 1962 Thornton Wilder: Paní Dolly, dohazovačka, Ermengarda, Divadlo ABC, režie Ladislav Vymětal, 49 repríz
- 1963 André Guelma: Jean a já, Izabella, Komorní divadlo, režie Ota Ornest, 89 repríz
- 1964 William Shakespeare: Benátský kupec, Porcie, Divadlo komedie, režie Karel Svoboda, 35 repríz
- 1965 Oscar Wilde: Jak je důležité míti Filipa, Gwendolina, Divadlo komedie, režie Ladislav Vymětal, 50 repríz
- 1967 Oscar Wilde: Ideální manžel, Mabel, Komorní divadlo, režie Ota Ornest, 115 repríz
- 1971 Peter Barnes: Čtrnáctý hrabě Gurney, Grace Shellyová, Divadlo komedie, režie František Miška, 116 repríz
- 1972 Roger O. Hirson: Jsem špatná, špatná ženská, Emily, Komorní divadlo, režie Ivan Weiss, 135 repríz
- 1974 Miroslav Horníček: Dva muži v šachu, Bianca, Divadlo ABC, režie Ján Roháč j. h.
- 1998–2022 Robert Anderson: Víš přece, že neslyším, když teče voda, režie Pavel Háša, premiéra v MDP, také zájezdové představení[5]
- 2022–? Ricky Gervais: Afterlife, Divadlo na Jezerce

### Divadlo na Vinohradech
- 2012 Noël Coward: To byla moje písnička!, režie: Petr Kracik, česká premiéra: 2. listopadu 2012, role: Cora Clarková
- 2014 Graham Linehan: Bytná na zabití, režie: Juraj Deák, česká premiéra: 16. května 2014, role: Paní Wilberforceová
- 2014 Sławomir Mrożek: Láska na Krymu, režie: Juraj Deák, premiéra: 19. prosince 2014, role: Anastazie Petrovna Baťušková
- 2016 George Bernard Shaw: Pygmalion, režie: Juraj Deák, premiéra: 22. dubna 2016, role: Paní Higginsová